# Claude-Michel Larché
Pour les articles homonymes, voir Larché.
Claude-Michel Larché (29 septembre 1748 - Dijon ✝ 9 mars 1829 - Dijon), est un magistrat et homme politique français des XVIIIe et XIXe siècles.

## Biographie
Fils du légitime mariage de Claude Larché, procureur du roi au siège présidial du bailliage de Dijon, et de Françoise Picard, Claude-Michel fut reçu avocat le 17 novembre 1768, emploi qu'il occupait toujours au moment de la Révolution.
Élu membre provisoire du tribunal de Dijon, il devient président du tribunal de Louhans (octobre 1790), puis le 10 octobre 1795, juge au tribunal civil de Saône-et-Loire, il fut nommé président du tribunal d'appel de Dijon (16 prairial an VIII : 5 juin 1800).
Fait chevalier de la Légion d'honneur le 25 prairial an XII, il fut la même année président du collège électoral de la Côte-d'Or puis choisi par le Sénat conservateur comme député de la Côte-d'Or au Corps législatif le 29 thermidor suivant (17 août 1804).
L'Empereur le nomma chevalier de l'Empire le 21 décembre 1808, puis baron de l'Empire le 9 septembre 1810.
Lors de la réorganisation des cours et des tribunaux, on le plaça premier président de la Cour Impériale de Dijon (6 avril 1811).
Démissionnaire en 1815, il mourut à Dijon le 9 mars 1829 à son domicile rue Saint Pierre et fut inhumé dans le cimetière des Péjoces.
Il était célibataire.

## Fonctions
- Avocat (17 novembre 1768) ;
- Membre provisoire du tribunal de Dijon ;
- Président du tribunal de Louhans (octobre 1790) ;
- Juge au tribunal civil de Saône-et-Loire (10 octobre 1795) ;
- Président du tribunal d'appel de Dijon (16 prairial an VIII : 5 juin 1800) ;
- Président du collège électoral de la Côte-d'Or (an XII) ;
- Député de la Côte-d'Or au Corps législatif (29 thermidor an XII : 17 août 1804) ;
- Premier président de la Cour Impériale de Dijon (6 avril 1811 - 1815).

## Titres
- Chevalier de l'Empire (lettres patentes du 21 décembre 1808) ;
- Baron de l'Empire (lettres patentes du 9 septembre 1810).

## Distinctions
- Légion d'honneur :
  - Chevalier de la Légion d'honneur (25 prairial an XII).

## Armoiries
| Figure | Blasonnement |
|        | Armes de Claude-Michel Larché, chevalier de l'Empire : D'azur, à une balance d'or, le fléau remplacé par un bâton d'Esculape d'or, le serpent de sable, la tête vers senestre ; à la champagne de gueules chargée de l'insigne des Chevaliers légionnaires. |
|        | Armes de Claude-Michel Larché, baron de l'Empire : D'azur, à une balance d'or, le fléau remplacé par un bâton d'Esculape d'or, le serpent de sable, la tête vers senestre ; au canton des Barons Présidents ou Procureurs généraux en Cour impériale.       |